# Quebrada de Ramón
La quebrada de Ramón o quebrada de Rabón es una cuenca hidrográfica ubicada en la sierra de Ramón al oriente de la ciudad de Santiago, Chile, que se destaca por su belleza escénica y por ser una fuente de biodiversidad y recursos hídricos para la ciudad. Su hidrografía incluye al estero de Ramón.
No confundir con la quebrada San Ramón ubicada al norte de Taltal.

## Trayecto
Esta cuenca se origina en el Valle de los Quillayes a 1250 m s. n. m. en la comuna de Las Condes, flanqueada por el cerro de Ramón por el sur, el cerro Morro del Tambor por el noreste y los cerros Provincia y cerro Alto de las Vizcachas por el este y termina en el piedemonte de la Sierra de Ramón, donde se convierte en el río San Ramón en la comuna de La Reina. Todo esta cuenca está en terrenos fiscales propiedad del Estado de Chile y traspasados a CORFO para su administración.
Nace en la precordillera de Los Andes (Sierra de Ramón) en el valle de los Quillayes, cuenca formada por los cerros Provincia, La Cruz y de Ramón, que es el que da su nombre al estero, esta cuenca luego se convierte en la Quebrada de Ramón, sitio de extraordinaria belleza natural. Por dicha quebrada fluye el río San Ramón recorriendo 12 kilómetros hasta llegar a la zona urbanizada de la ciudad donde es canalizado pasando a llamarse canal San Ramón recorriendo un tramo de 5 kilómetros hasta desaguar en el canal San Carlos.
Su curso fluye de oriente a poniente, nace en la comuna de Peñalolén cruzando la comuna de La Reina, donde se encuentra el parque natural Aguas de Ramón. Continua bajando por la comuna de la Reina, hasta llegar al canal San Carlos un poco más al norte de avenida Príncipe de Gales. 
Alguna vez fue el límite natural entre las comunas de Las Condes y La Reina sin embargo ahora este límite se encuentra en la Avenida Francisco Bilbao.
Actualmente el estero tiene por afluentes a numerosos riachuelos en la zona de la serranía y en su cuenca, destacando el salto de Apoquindo o cascada San Ramón, y  en la zona urbanizada al canal Las Perdices que abastecen de agua de regadío a los prados y zonas semirrurales existentes al norte de la avenida Valenzuela Puelma como el Parque Padre Hurtado, luego sigue un curso paralelo a la avenida Príncipe de Gales, entre propiedades particulares, hasta llegar al canal San Carlos. Desgraciadamente en invierno, este canal se desborda produciendo graves problemas de inundación entre los vecinos de la zona.
En su curso es atravesado por 6 puentes, siendo el puente Padre Hurtado el más oriental de ellos.

## Morfología
En la última glaciación la distribución de hielos era mucho más extensa que en la actualidad. Como consecuencia de ello, la zona de Chile con más alta pluviosidad, que en la actualidad se ubica al sur del río Bío Bío, en esa época se extendía hasta el río Copiapó. A lo largo de la cordillera de los Andes existían numerosos ventisqueros que daban origen a extensos pantanos cordilleranos llamados bofedales , desde los que nacían abundantes manantiales, esteros y ríos. Como consecuencia de esta situación climática, los valles de la región estaban cubiertos por frondosos bosques.Por eso existen en diverso lugares de la cordillera de extensos rodados de piedras, conocidos bajo el nombre de morrenas , que corresponden a los cauces por los que se desplazaron los ventisqueros, y los depósitos de troncos petrificados que existen en ciertos lugares del valle. Los cerros de las quebradas tienen muchas veces marcada la erosión de los glaciares.

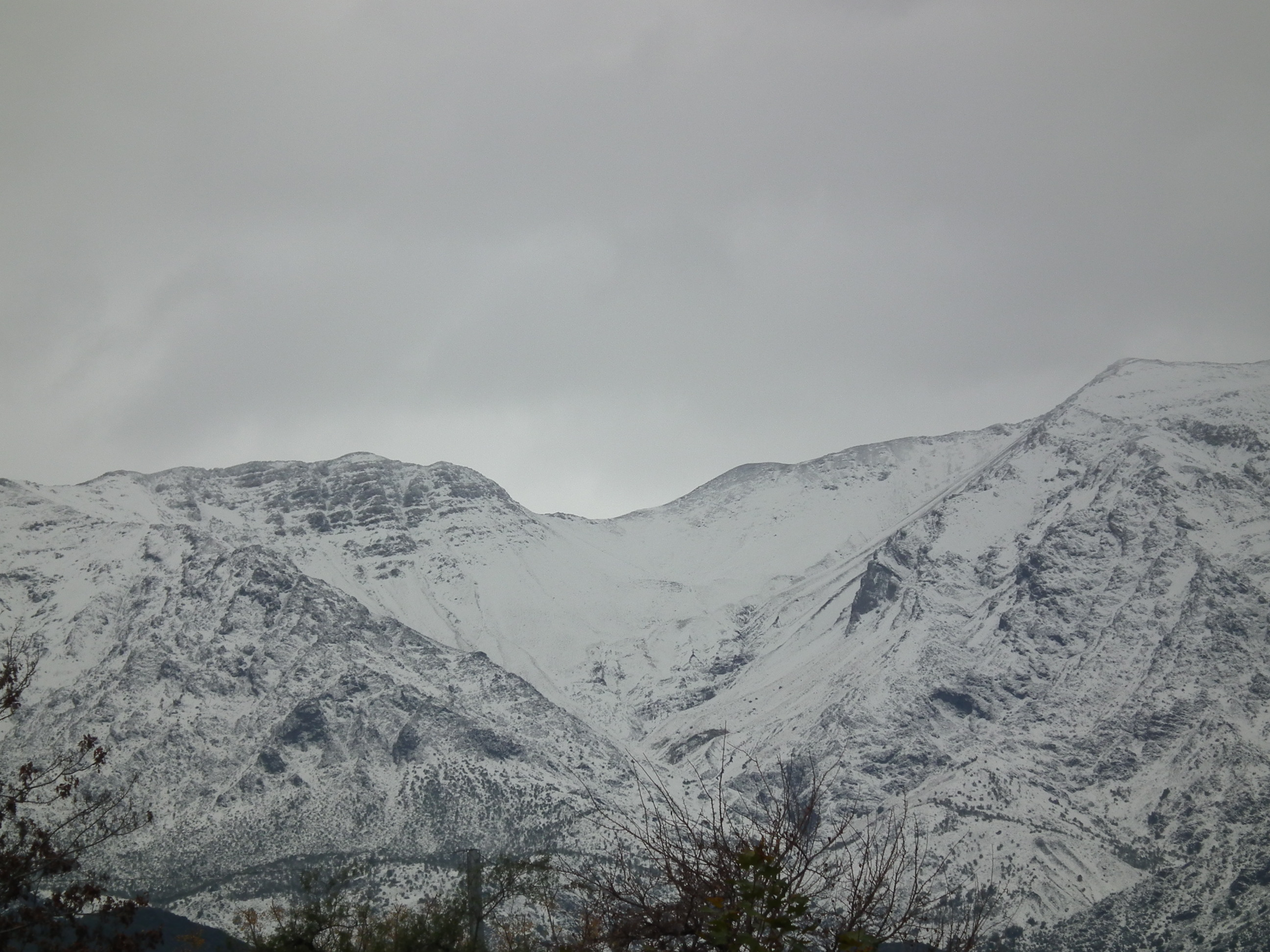
Quebrada Los Quillayes en invierno, donde nace la quebrada de Ramón.

La Quebrada de Ramón se formó hace 12.000 años con el retroceso y derretimiento de un gran glaciar existente desde el período cuaternario en la sierra de Ramón, al ir desapareciendo dicho glaciar fue socavando el terreno y creando una gran hoya ovalada de 3.626 hectáreas y una pendiente 13,5 grados en sus laderas actualmente llamada valle de los Quillayes. Esta hoya es visible desde Santiago a simple vista.
La hoya interior está configurada por una serie de quebradas dispuestas en forma radial y que drenan sectores montañosos de fuertes pendientes y constitución geológica orogénica, la que se encuentra fuertemente alterada tanto física como químicamente producto de haber sido sometida a intensos plegamientos, fallamientos e intrusiones graníticas acompañadas de manifestaciones hidrotermales locales.
Durante el invierno y la primavera se forman en el interior de la hoya numerosos afluentes que escurren por dichas quebradas convergiendo todas finalmente en el estero San Ramón. Entre estos destaca el salto de agua La Pichoga o Cascada de Apoquindo, de aproximadamente 10 metros de altura que forma una pequeña taza, donde es posible tomar baños en primavera y verano.

## Historia
Desde la época anterior a la conquista se conocía la pureza del agua que traía este río ubicado en los faldeos preocordilleranos.
En el año 1578, el Cabildo de Santiago acordó construir obras para la utilización de las aguas del Estero de Rabón, éstas fueron canalizadas llegando hasta el centro de la Plaza de Armas para que fueran utilizadas por la población. Esta misma cuenca, hoy denominada De Ramón, sigue conservando sus cualidades como fuente de recursos hídricos, un bello paisaje y una importante biodiversidad que será preservada
Su nombre proviene de Alfonso García de Ramón, que gobernó interinamente a Chile, entre los años de 1600 a 1601.: 751  En el año 1672, durante la colonia, se realizaron las primeras faenas de canalización para llevar agua potable a la ciudad de Santiago. En ese año se inauguró la pileta Santa Ana en la Plaza Mayor Esta canalización se hizo con tejas invertidas sobre las cuales corría el agua. A mediados del siglo XVIII se terminaría un acueducto que funcionaría hasta el siglo XIX.
En el tratado Teórico Práctico de Homeopatía escrito por Samuel Hahnemann y prologado por Benito García Fernández en 1855 se describen la limpieza y propiedades curativas del agua de Ramón "las casas que puedan proveerse del agua pura de Ramón (...) se quitan de encima una causa poderosa de enfermedad con tal que no destilen el agua, aunque no venga tan clara como la que filtra una buena destilería".
Esta pureza de agua hizo que a finales del siglo XIX se construyera una planta de agua potable para la ciudad de Santiago, que aún se encuentra en funcionamiento. Sin embargo debido a que los derechos de agua de esta quebrada eran propiedad de la municipalidad de Santiago, y la dueña de la planta era la Empresa de Obras Sanitarias, cuando se produce la privatización de esta última en la década de los años 1990, comienza un litigio judicial entre Aguas Andinas y dicha municipalidad por varios años, que sólo concluye durante la gestión de Joaquín Lavín como alcalde, quien traspasó los ancestrales derechos de agua del municipio a Aguas Andinas.
La existencia de esta planta de agua quedó registrada en la obra Jeografía descriptiva de la República de Chile: arreglada según las últimas divisiones administrativas, las más recientes esploraciones i en conformidad al censo jeneral de la República levantado el 28 de noviembre de 1895 de Enrique Espinoza:

 ....La ciudad de Santiago se provee de agua potable de la quebrada de Ramon, que se encuentra a 8 kilómetros de Santiago, sobre los contrafuertes de la cordillera. El agua de esta quebrada a pocos metros de su orijen, presenta una pintoresca i hermosa Cascada en que el agua cite de una altura como de 15 metros. El nombre de Ramon lo trae del gobernador de la colonia don Alonso García de Ramón, que gobernó interinamente desde 1600 a 1601 i en propiedad desde 1605 hasta su fallecimiento en 1607.

 ....La ciudad de Santiago se provee de agua potable de la quebrada de Ramon, que se encuentra a 8 kilómetros de Santiago, sobre los contrafuertes de la cordillera. El agua de esta quebrada, a pocos metros de su oríjen, presenta una pintoresca i hermosa Cascada en que el agua cae de una altura como de 15 metros. El nombre de Ramon lo trae del gobernador de la colonia don Alonso García de Ramón, que gobernó interinamente desde 1600 a 1601 i en propiedad desde 1605 hasta su fallecimiento en 1607.
Enrique Espinoza, Jeografía Descriptiva de la República de Chile - arreglada - Según las últimas divisiones administrativas, las más recientes esploraciones i en conformidad al Censo Jeneral de la República levantado el 28 de noviembre de 1895  

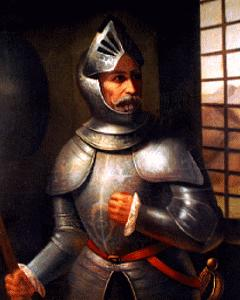
Alonso García de Ramón

Otras versiones (Ginés de Lillo) hablan de que en estas Quebrada vivía un indio rabón así que se llamó primeramente Quebrada del Indio rabón y después Quebrada de Rabón. La intervención del Gobernador Alonso García de Ramón buscando una fuente de agua potable para Santiago habría colaborado en la mutación del nombre.

### Salto de Apoquindo

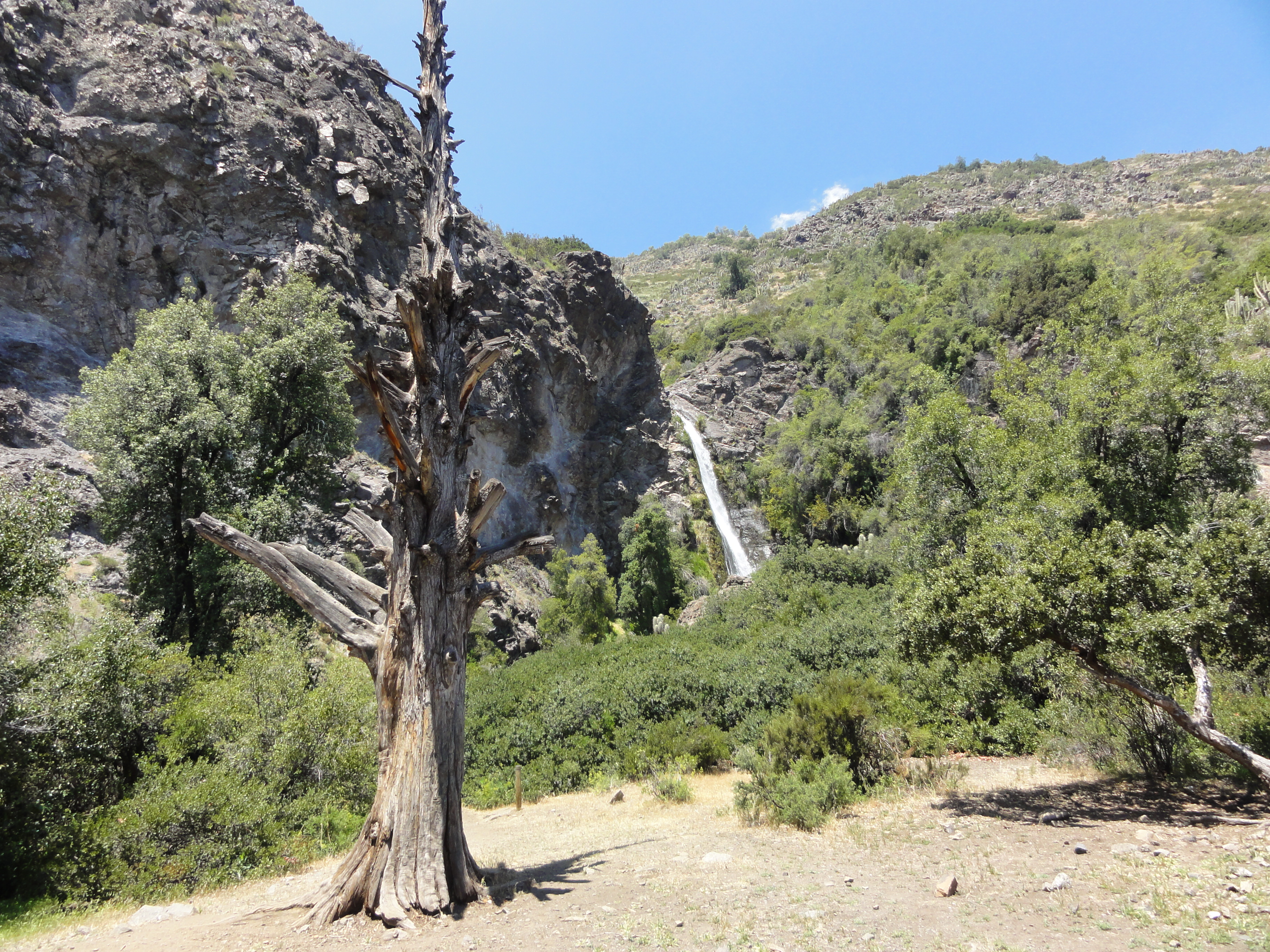
Salto de Apoquindo

En el interior de la Quebrada en el valle de los Quillayes, existe una caída natural de agua, llamado el salto de Apoquindo33°26′29.29″S 70°27′36.77″O / -33.4414694, -70.4602139, conformado una atractivo natural hermoso y bastante ignoto.

 ....La ciudad de Santiago se provee de agua potable de la quebrada de Ramón, que se encuentra a 8 kilómetros de Santiago, sobre los contrafuertes de la cordillera. El agua de esta quebrada a pocos metros de su orijen, presenta una pintoresca i hermosa Cascada en que e1 agua cae de una altura como de 15 metros...
Enrique Espinoza, Geografía descriptiva de la República de Chile : arreglada según las últimas divisiones administrativas, las más recientes exploraciones y en conformidad con el censo general de la República levantado el 28 de noviembre de 1895  

## Flora y Fauna

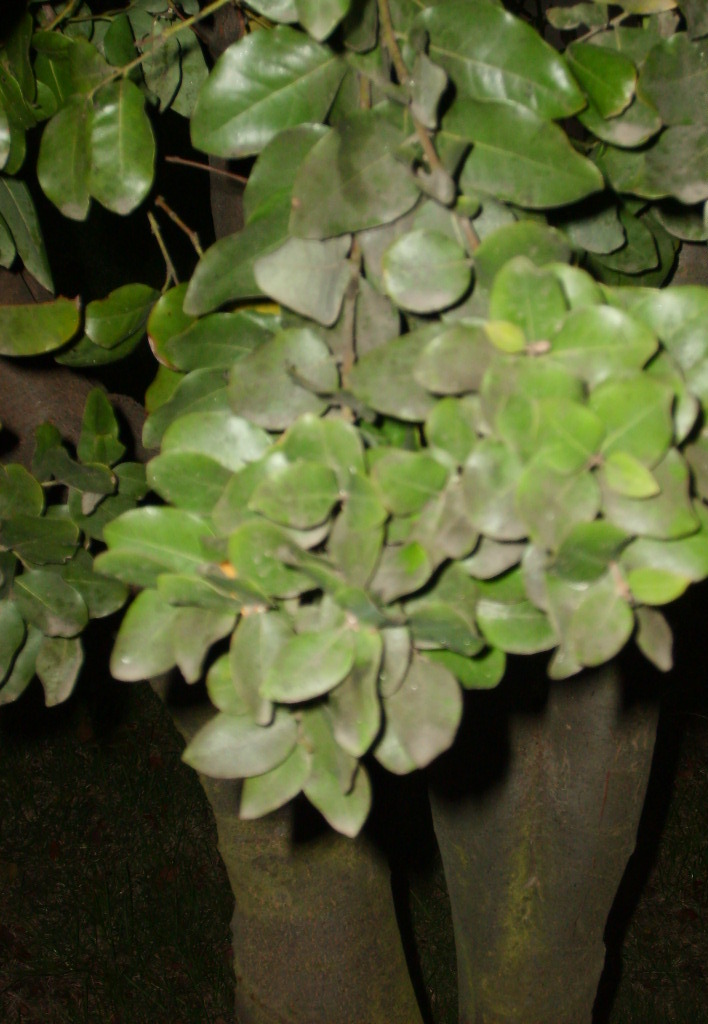
Peumo

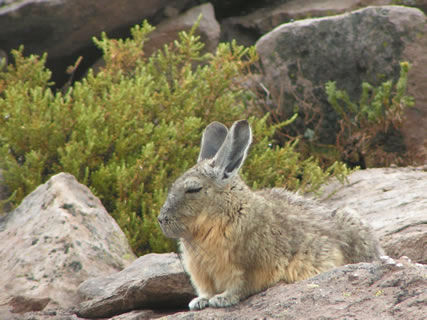
Vizcachas

Las condiciones de relativo aislamiento que tiene esta quebrada gracias al decreto supremo n.° 8 del 19 de enero de 1968, que prohibió tanto la tala de bosques como el pastoreo en esta zona, y fiscalizada por CONAF, la han convertido en una zona privilegiada de protección ambiental dentro de la ciudad de Santiago. 
En la quebrada de Ramón es posible encontrar diversas especies arbóreas dependiendo de su altura dentro de la cuenca y cuenta con 300 de las 398 especies existentes en la flora precordillerana de Santiago, pertenecientes a 193 géneros y 71 familias.
Desde el piedemonte ubicado a 900 m s. n. m. hasta los 1.200 m s. n. m., la superficie de la cuenca se divide en 281 Ha de matorral arbustivo denso nativo, vale decir bosque de Peumo y bosquete de Boldo; desde los 1.200 m s. n. m. hasta los 1.800 m s. n. m., distribuidos en 1.445 Ha se encuentran matorral arbustivo ralo, vale decir matorral de Peumo, Litre, Quillay, Bollén, Espino y Romerillo; desde esta altura hasta los 2200 distribuidos en 86 Ha de herbáceas de altura, vale decir suculentas y cactáceas, entre éstas el quisco, el cacto rojo y la Eriosyce aurata que se encuentra en peligro de extinción; sobre los 2200 m s. n. m. se tienen 1.067 Ha de suelo desnudo y rocas. Entre los 900 y los 1600 m s. n. m., además es posible encontrar plantas como Añañuca de fuego, azulillo, palito negro y plantas de chagual además de maitén y arrayán.
Con respecto a su fauna, esta se encuentra presente durante todo el año, incluso en las cumbres de los cerros aledaños. Se pueden encontrar 60 tipos de aves, 20 reptiles y 2 anfibios; de los cuales, hay 16 especies clasificadas con “problemas de conservación. Destacan vizcachas, zorros culpeos, degús (ratón cola de pincel), cóndores, gallinas ciegas, tiuques y otros.

## Yacimientos prehistóricos

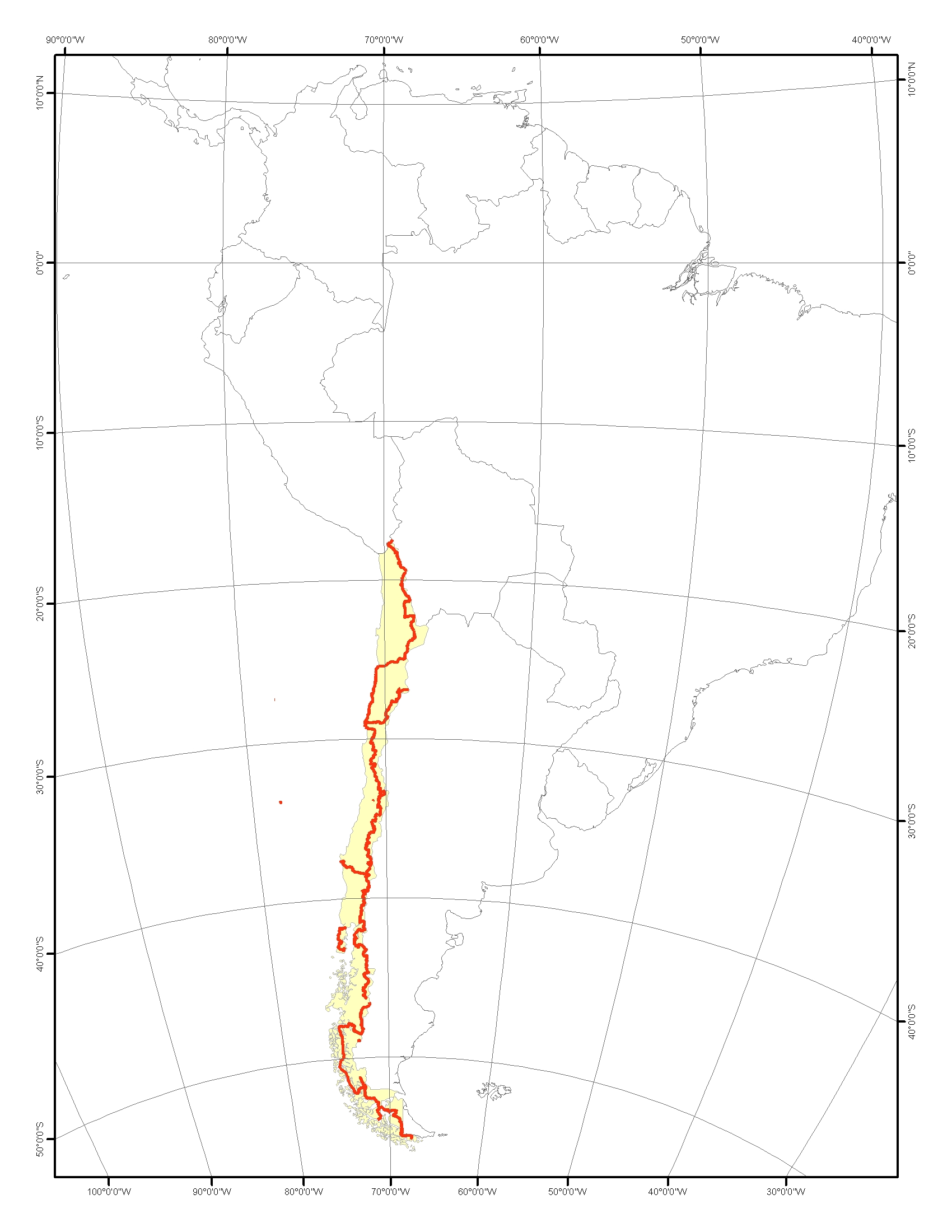
Sendero de Chile en Sudamérica

En diciembre de 2006 fueron hallados a 900 m s. n. m. restos de un mastodonte que podría pertenecer a un stegomastodon o cuvieronius, dos especies comunes en la cuenca de Santiago, con una antigüedad de 15.000 a 20.000 años. Este podría haber ingresado desde Argentina. 
Mientras que en agosto de 2007, fueron hallados, por Arqueólogos de la Universidad Sek, en la misma zona y estrato los restos de una Paelolama, animal antecesor de los camélidos americanos, de mayor tamaño que la llama, la alpaca, el guanaco y la vicuña.
Otros hallazgos importantes se realizaron en las riberas del Estero San Ramón, estos hallazgos arqueológicos corresponden a antiguos asentamientos humanos del período Alfarero Temprano de Chile central con una antigüedad de 1000 a 2200 años.
El Cementerio de Indios (Quebrada de Ramón) se localiza en el curso medio de esta quebrada, a unos 1000 m al sur-oriente del primer salto de agua, pasado los Faviones, sobre una meseta de altura de 1900 m s. n. m., que domina el valle del Mapocho. Se emplaza entre el arroyo que viene del norte y origina al salto de agua y el estero de Ramón que viene del oriente. En el lugar existen cuatro estructuras cuadrangulares, aisladas, bastante destruidas y con evidencia de saqueo . Están construidas en técnica de doble muro de 0,80 m con un espacio relleno de tierra interior, siguiendo el patrón arquitectónico inca-provincial. Las piedras están sin cantear, son del mismo cerro, pero se han elegido piedras de forma paralelepípedas y se ha dispuesto la cara más plana hacia el exterior. El muro posee un relleno de piedras y barro. Los muros conservan el cimiento y una sola hilada. Las estructuras se emplazaron a cinco y ocho m de distancia al oriente del término del planalto. Por otro lado, existe información documental que señala que las aguas de esta quebrada sirvieron para alimentar un canal incaico que regaba las tierras del tambo de Macul, tierras del cacique Martín.

## Parque natural Aguas de Ramón
Gracias a todas las condiciones ya señaladas el día 15 de diciembre de 2006, fue inaugurado el parque natural Aguas de Ramón de 3.624 Ha en los terrenos de la quebrada de Ramón, dependientes de Corfo.
El nuevo Parque tiene por objetivos establecer un área de protección ambiental dentro de la ciudad de Santiago, promover la conservación de la naturaleza existente en la cuenca y la educación ambiental a través de un Centro de Información y Educación Ambiental.

## Senderos de Chile
Se trata de un circuito de senderismo de más de 1.200 kilómetros habilitados, que combina ecoturismo y turismo de naturaleza. Esta importante ruta peatonal de 7500 kilómetros que recorre todo Chile atraviesa la quebrada de Ramón a través de una pasarela colgante construida sobre el estero San Ramón por el MOP,